# Usmrtitev cesarja Maksimilijana
Usmrtitev cesarja Maksimilijana (francosko L'Exécution de Maximilien) je serija slik Édouarda Maneta od leta 1867 do 1869, ki prikazuje usmrtitev s streljanjem cesarja Maksimilijana I. kratkotrajnega drugega mehiškega cesarstva. Manet je izdelal tri velike oljne slike, manjšo oljno skico in litografijo iste teme. Vseh pet del je bilo združenih na razstavi v Londonu in Mannheimu v letih 1992–1993 in v Muzeju moderne umetnosti v New Yorku leta 2006.

## Zgodovina
Maksimilijan se je rodil leta 1832 kot sin nadvojvode Franca Karla Avstrijskega in princese Sofije  Bavarske. Po karieri v avstrijski mornarici ga je Napoleon III. spodbudil, da je po francoski intervenciji v Mehiki postal mehiški cesar. Maksimilijan je prispel v Mehiko maja 1864. V času njegovega vladanja se je soočil z velikim nasprotovanjem sil, ki so bile zveste odpuščenemu predsedniku Benitu Juárezu. Imperij je propadel po tem ko je Napoleon leta 1866 umaknil francoske vojake.
Maksimilijan je bil zajet v maju 1867, obsojen na smrt na vojaškem sodišču in bil skupaj z generaloma Miguelom Miramonom in Tomásom Mejiom usmrčen 19. junija 1867.
Manet je podpiral republikanski vzrok, vendar se je navdihnil, da bo začel delati na sliki, na katero je močno vplivala slika Goye Tretji maj 1808. Končno delo, naslikano leta 1868–1869, je zdaj v lasti Kunsthalle Mannheim. Slika je podpisana s strani Maneta v spodnjem levem kotu, vendar nosi datum Maksimilijanove usmrtitve leta 1867, kljub temu, da je bila naslikana leta 1868–1869.
Fragmente starejše in večje slike iz okoli leta 1867–1868 hrani Narodna galerija v Londonu. Manet je verjetno odrezal dele te slike, vendar je bila večinoma končana do njegove smrti. Drugi deli so bili po njegovi smrti prodani ločeno. Preživele dele je znova sestavil Edgar Degas, ki jih je leta 1918 kupila Narodna galerija, nato pa jih je leta 1979 spet ločila, nato pa so jih na enem platnu leta 1992 združili.
Tretja, nedokončana, oljna slika je v Muzeju lepih umetnosti v Bostonu, ki sta jo jim podarila gospod in gospa Frank Gair Macomber leta 1930, ki sta jo kupila od Ambroise Vollarda leta 1909. Veliko manjše delo v olju, študija za sliko v Mannheimu hrani Glyptoteka Ny Carlsberg v Københavnu.
Leta 1869 je bilo Manetu odvzeto dovoljenje za reprodukcijo litografije, vendar je bila leta 1884, po njegovi smrti, izdelana izdaja 50-ih odtisov. Primeri litografije so v Metropolitan Museum of Art v New Yorku in Clark Art Institute v Williamstownu, Massachusetts.
V bostonski različici slike vojaki nosijo oblačila in sombrere mehiških republikancev. V končni verziji v Mannheimu so oblečeni v terensko obleko iz 19. stoletja, ki je bila takrat skupna številnim vojskam, vendar je Manet spoznal ironijo, da bi jih na tej sliki lahko zamenjali za francoske vojake.
Narednik, ki je nosil rdeče pokrivalo, je očitno podoben Napoleonu III. (v resnici je bila usmrtitev zmešana in potreben je bil državni udar).
Politična občutljivost je Manetu onemogočila, da bi v času Napoleona III. razstavil svoje slike v Franciji, vendar je bila različica iz Mannheima razstavljena v New Yorku in Bostonu leta 1879–1880, kamor ju je prinesel Manetov prijatelj, operni pevec Émilie Ambre.  Obe sta bili razstavljeni skupaj na Salon d'Automne leta 1905. Mannheimsko različico je Kunsthalle Mannheim prevzel leta 1910, potem ko je bila pred tem razstavljena v Berlinski secesiji.
- Cesar Maksimilijan I. Mehiški, c.1865
- General Tomás Mejía, c.1864
- General Miguel Miramón, c.1860s
- Goyev Tretji maj 1808.
- Rekonstrukcija usmrtitve Maksimilijana (desno na sliki) Miramón (center) in Mejía (levo).

## Film
Ken McMullen je naredil kratki film (1867), ki z enim neprekinjenim posnetkom spominja na umetniški atelje in dogodke Maksimilijanove smrti.